# Lara Smejkal
Lara Smejkal (* 7. August 2004 in den Vereinigten Staaten) ist eine slowenische Tennisspielerin.

## Karriere
Smejkal spielt bisher vor allem auf Turnieren der ITF Women’s World Tennis Tour, wo sie aber noch keinen Titel gewonnen hat.
2022 qualifizierte sie sich im Mai für das Hauptfeld im Dameneinzel der mit 60.000 US-Dollar dotierten Koper Open, wo sie aber bereits in der ersten Runde gegen Ysaline Bonaventure mit 1:6 und 3:6 verlor. Im September bestritt sie ihr erstes Turnier auf der WTA Tour, als sie eine Wildcard für die Qualifikation zum Hauptfeld im Dameneinzel der Zavarovalnica Sava Portorož erhielt. Sie verlor allerdings bereits in der ersten Runde gegen Anna-Lena Friedsam mit 3:6 und 1:6. Zusammen mit ihrer Partnerin Pia Lovrič erhielt sie auch eine Wildcard für das Hauptfeld im Damendoppel. Die beiden verloren aber bereits ihre Erstrundenbegegnung gegen Cristina Bucșa und Tereza Mihalíková mit 2:6 und 1:6.
Seit 2022 spielt sie auch für die slowenische Fed-Cup-Mannschaft, wo sie bei bislang einer Nominierung vier Begegnungen bestritten hat, davon ein Einzel und drei Doppel, die sie alle verloren hat.